# Nederlandse kampioenschappen schaatsen afstanden 2017 - 1500 meter vrouwen
De Nederlandse kampioenschappen schaatsen afstanden 2017 - 1500 meter vrouwen worden gehouden in december 2016 in Thialf, Heerenveen. 
Titelverdedigster is Jorien ter Mors die de titel pakte tijdens de Nederlandse kampioenschappen schaatsen afstanden 2016.

## Uitslag
| #      | Schaatser              | Tijd    |
| ------ | ---------------------- | ------- |
| Goud   | Ireen Wüst             | 1.57,19 |
| Zilver | Jorien ter Mors        | 1.57,47 |
| Brons  | Marrit Leenstra        | 1.57,75 |
| 4      | Sanneke de Neeling     | 1.58,87 |
| 5      | Annouk van der Weijden | 1.59,04 |
| 6      | Antoinette de Jong     | 1.59,25 |
| 7      | Marije Joling          | 1.59,27 |
| 8      | Yvonne Nauta           | 1.59,59 |
| 9      | Carlijn Achtereekte    | 1.59,63 |
| 10     | Linda de Vries         | 2.00,01 |
| 11     | Sanne van der Schaar   | 2.00,07 |
| 12     | Melissa Wijfje         | 2.00,54 |
| 13     | Joy Beune              | 2.01,58 |
| 14     | Jorien Voorhuis        | 2.01,78 |
| 15     | Jutta Leerdam          | 2.02,44 |
| 16     | Sanne in 't Hof        | 2.02,63 |
| 17     | Reina Anema            | 2.02,78 |
| 18     | Esmee Visser           | 2.02,79 |
| 19     | Esther Kiel            | 2.03,13 |
| 20     | Loes Adegeest          | 2.08,87 |

1987 · 
1988 · 
1989 · 
1990 · 
1991 · 
1992 · 
1993 · 
1994 · 
1995 · 
1996 · 
1997 · 
1998 · 
1999 · 
2000 · 
2001 · 
2002 · 
2003 · 
2004 · 
2005 · 
2006 · 
2007 · 
2008 · 
2009 · 
2010 · 
2011 · 
2012 · 
2013 · 
2014 · 
2015 · 
2016 · 
2017 · 
2018 · 
2019 · 
2020 · 
2021 · 
2022 · 
2023 · 
2024 · 
2025